# Влит, Виллем ван дер
Виллем Виллемс ван дер Влит (нидерл. Willem Willemsz van der Vliet; ок. 1584, Делфт — 6 декабря 1642, Делфт) — голландский живописец и гравёр Золотого века искусства Нидерландов делфтской школы. Портретист.

## Биография
Ван дер Влит происходил из знатного рода дер Вёрт (van der Woert). Наряду с придворным художником Михилем Янсом ван Миревелтом, у которого он, вероятно, учился, он был одним из самых выдающихся портретистов в Делфте. В 1615 году он зарегистрировался живописцем в Гильдии Святого Луки в Делфте, главой которой он стал в 1633 году. В 1618 году он женился на Марии Якобсдре Сторм ван Вен. В 1636 году он женился снова на Яннитге Гейндрикс ван Бюйзен. Насколько известно, потомков у него не было.
В наше время этот художник мало известен, но в свое время он был знаменит настолько, что Дирк ван Блейсвейк спустя четверть века после смерти живописца включил его имя в своё «Описание города Делфта». Период его плодотворного творчества продолжался с 1624 по 1640 год. Хотя он более известен как портретист, свою деятельность он начинал как живописец бытового и исторического жанров, и в его картинах проявлялось влияние утрехтских караваджистов. Ныне известно всего о шести его исторических картинах.
Племянник Виллема ван дер Влита, Хендрик Корнелис ван Влит, который писал интерьеры церквей, по сведениям Арнольда Хоубракена некоторое время был его учеником.

## Галерея

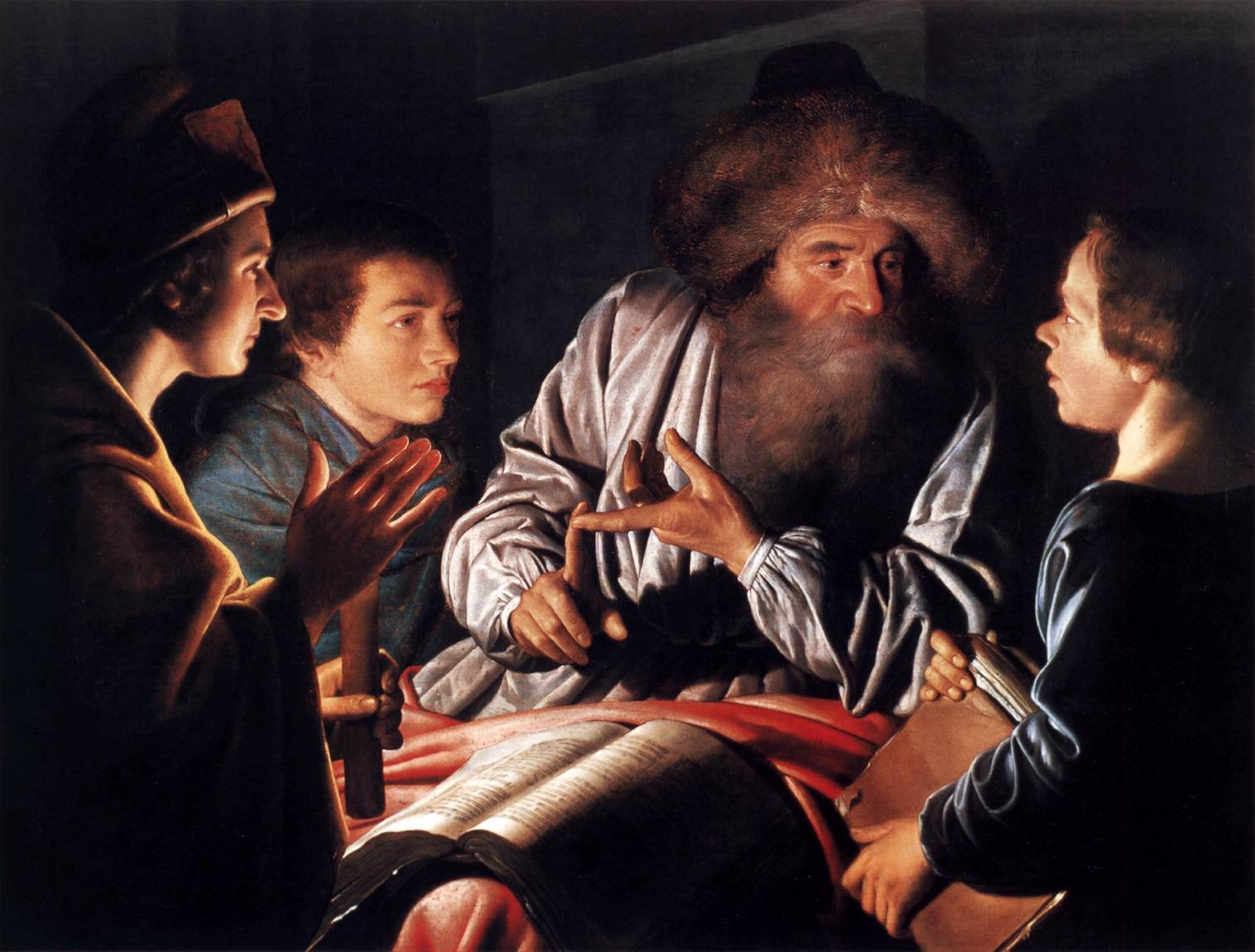
Философ и его ученики. 1626. Дерево, масло. Замок Броди, Шотландия
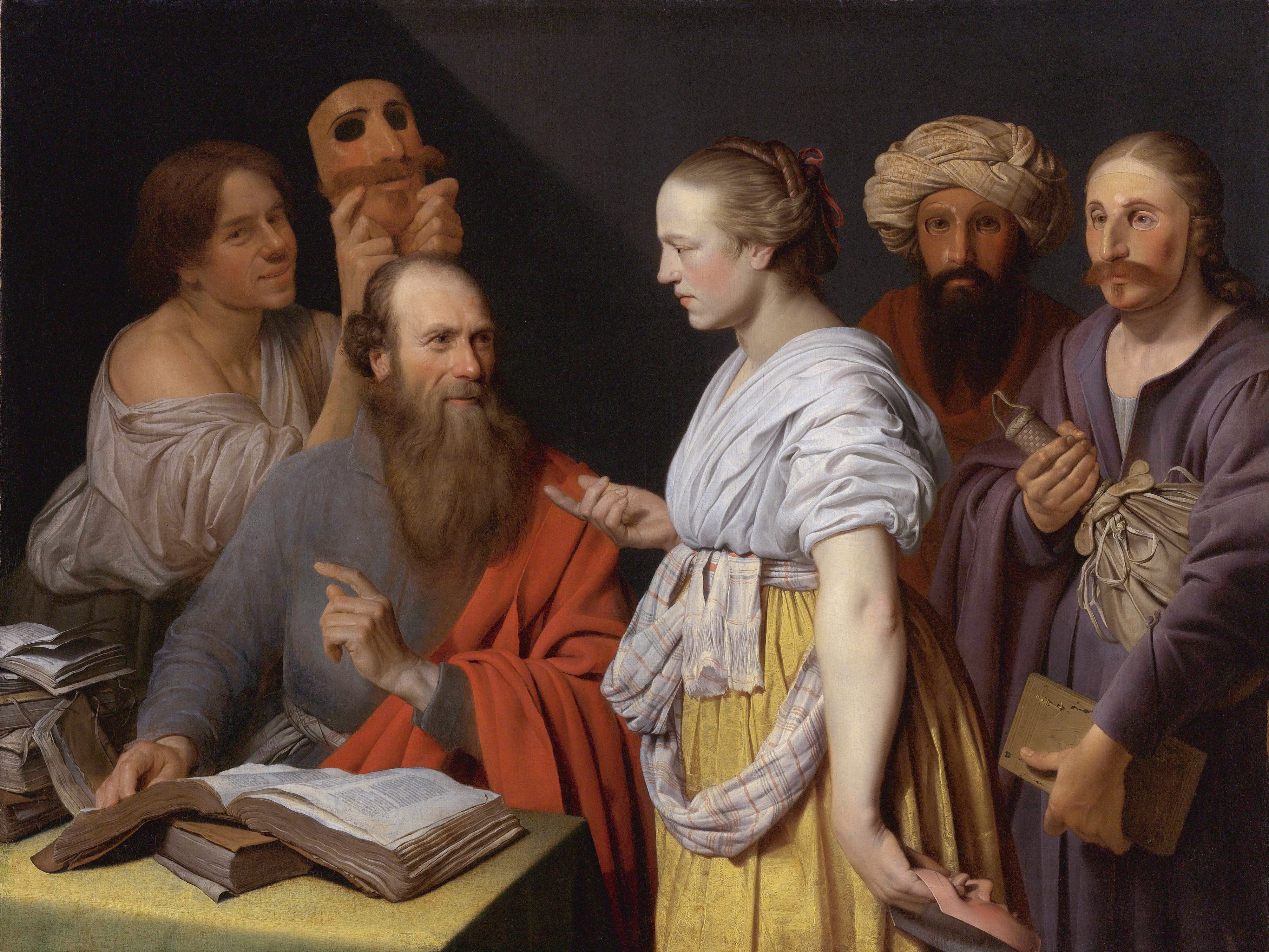
Учёный в своём кабинете с фигурами в масках (Аллегория). 1627. Холст, масло. Частное собрание
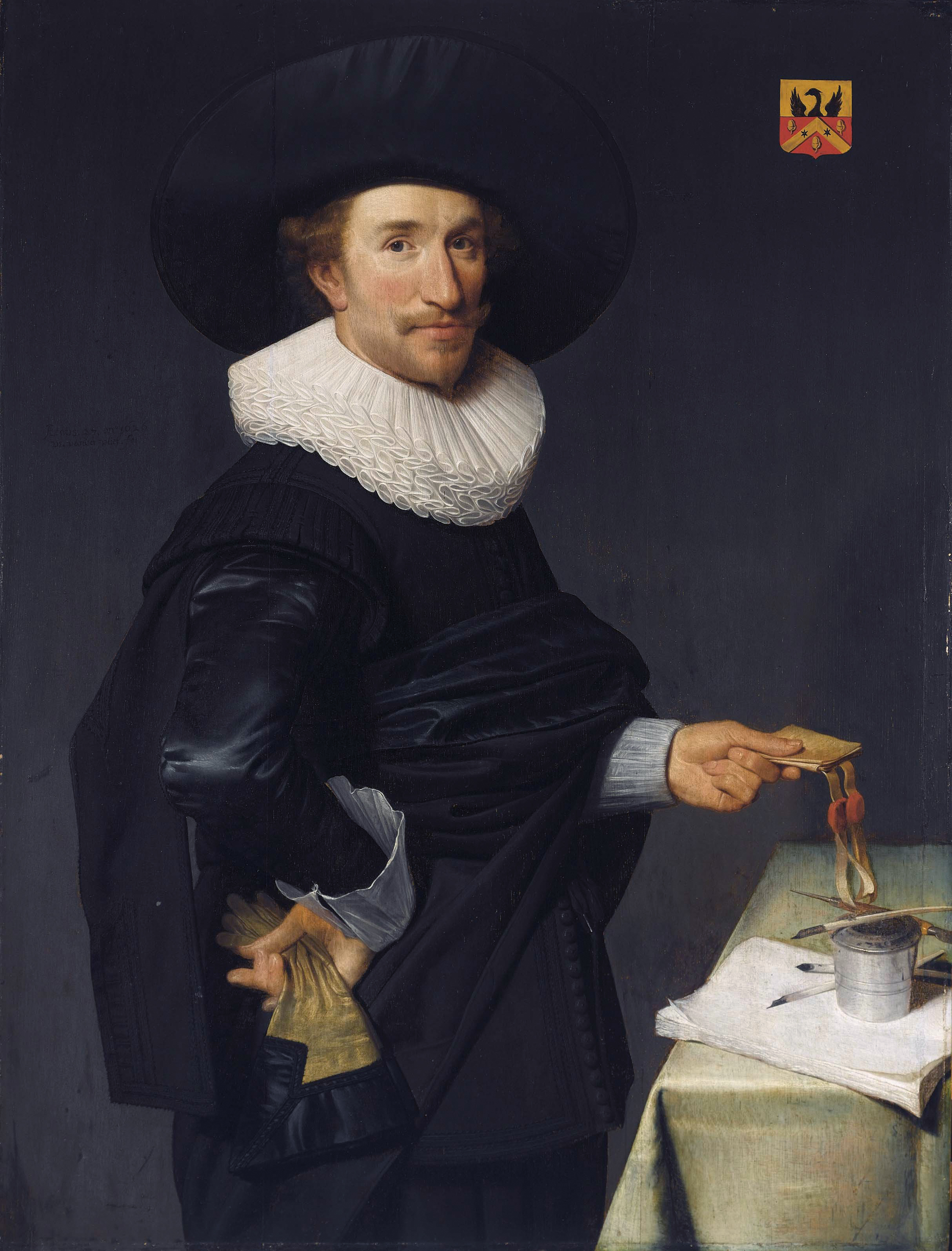
Виллем де Ланг. 1626. Дерево, масло. Музей Принсенхоф, Делфт
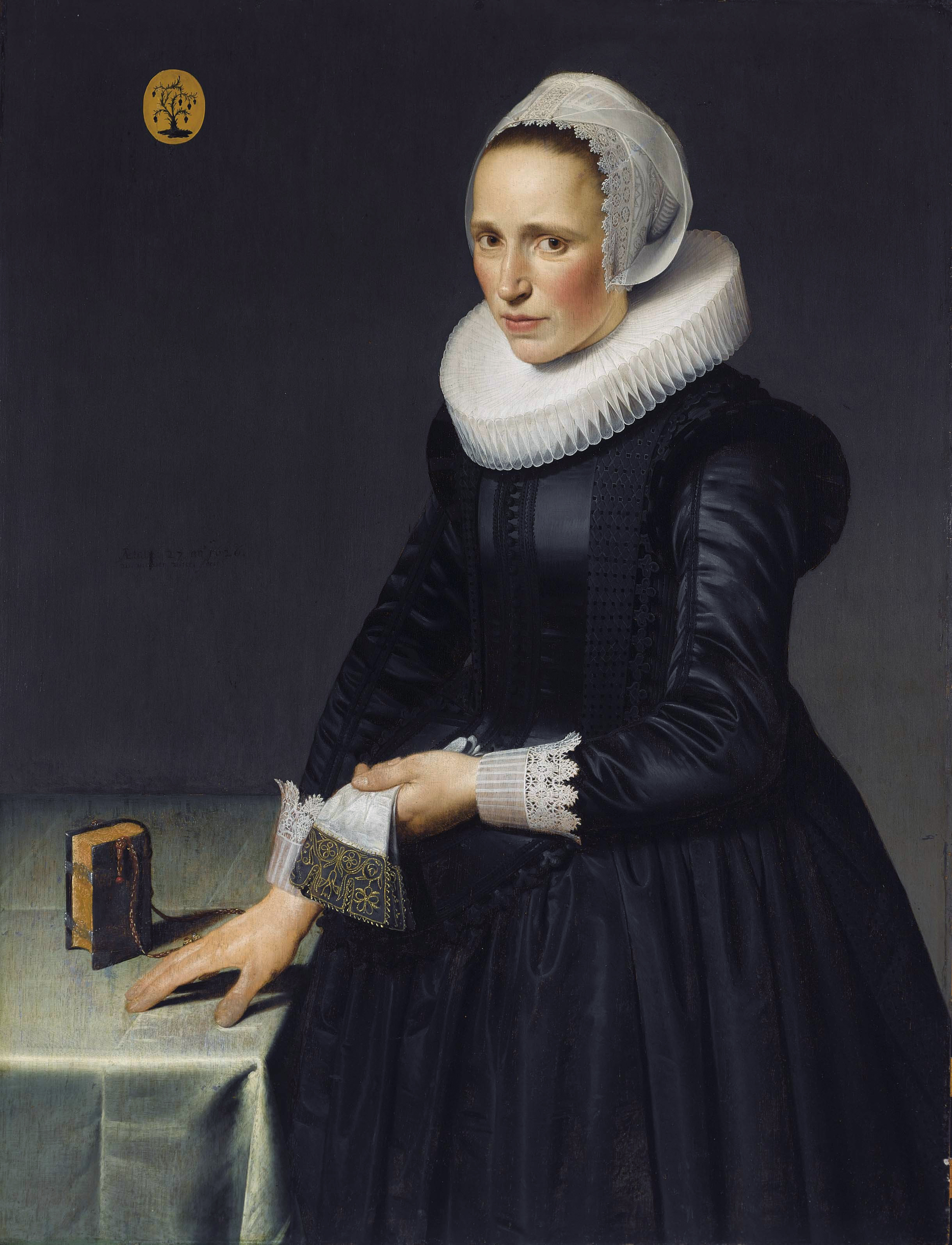
Мария Пейнакер, супруга Виллема де Ланга. 1626. Дерево, масло. Музей Принсенхоф, Делфт
Старик с кувшином. Дерево, масло. Национальный музей изобразительных искусств, Стокгольм